# Pesthidegkút
Pesthidegkút ([ˈpɛʃthidɛgkuːt]) est une ancienne localité de Hongrie, désormais intégrée à Budapest, dans le 2e arrondissement de Budapest entre les collines de Buda et les monts du Pilis, à la frontière avec Solymár. 